# Slash (Musiker)

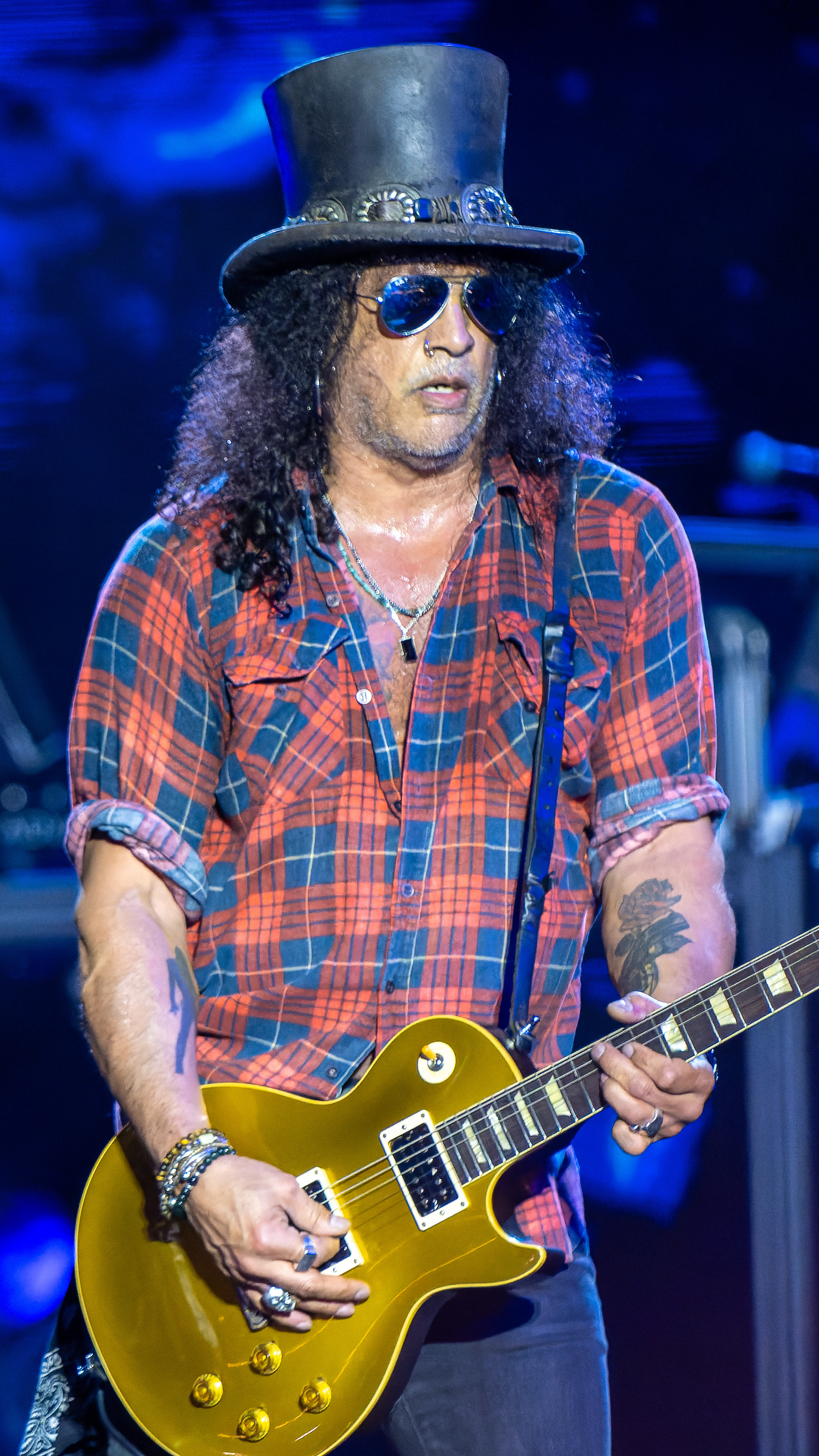
Slash (2023)

Slash (* 23. Juli 1965 in Hampstead, London, England; eigentlich Saul Hudson) ist ein britisch-US-amerikanischer Gitarrist. Er wurde vor allem mit der Rockband Guns N’ Roses bekannt.
Von 1996 bis 2016 spielte er Gitarre bei Velvet Revolver und Slash’s Snakepit. 2010 veröffentlichte er sein erstes Soloalbum Slash, auf das vier weitere folgten. Der Rolling Stone listete ihn auf Rang 65 der 100 größten Gitarristen aller Zeiten.

## Leben

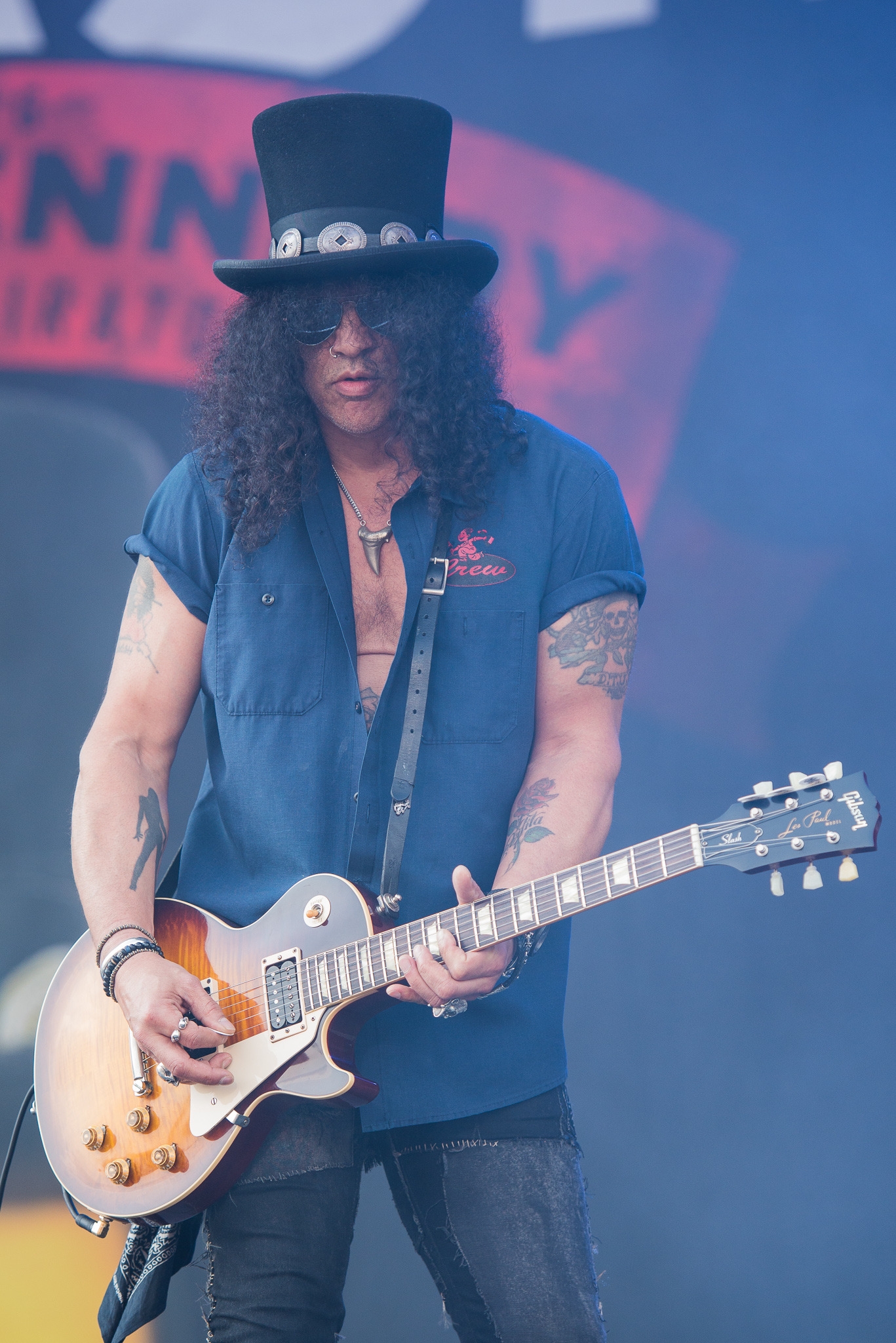
Slash (2015)

Saul Hudson wurde im Londoner Stadtteil Hampstead geboren und wuchs als Kind einer afro-amerikanischen Mutter und eines englischen Vaters in England auf. Er lebte bis zum Alter von sechs Jahren in Stoke-on-Trent. Beide Eltern arbeiteten in der Unterhaltungsindustrie: Hudsons Mutter Ola Hudson schneiderte Kostüme für Künstler wie David Bowie, der Vater gestaltete Albencover für Musiker wie Neil Young oder Joni Mitchell. Als Hudson elf Jahre alt war, trennten sich die Eltern, und er zog mit seiner Mutter nach Los Angeles. Über seine Mutter lernte er viele Musiker und Schauspieler kennen. Den Namen „Slash“ gab ihm der Schauspieler Seymour Cassel, mit dessen Kindern Hudson befreundet war. Slash besuchte die Beverly Hills Continuation High School zusammen mit anderen späteren Künstlern wie Lenny Kravitz und Nicolas Cage.
Als Jugendlicher fuhr er BMX und gewann in dieser Disziplin einige kleinere Preise. Nachdem er begonnen hatte, auf einem E-Bass zu spielen, dieses Instrument jedoch schnell wieder aufgab, bekam er im Alter von 15 Jahren seine erste Akustikgitarre, auf der er das Gitarrenspiel erlernte. Dazu angeregt, die Gitarre beherrschen zu wollen, wurde Hudson durch das Album Disraeli Gears von Cream von 1967. Die ersten musikalischen Einflüsse kamen von Gitarristen wie Rory Gallagher, Van Halen, Eric Clapton, Jimi Hendrix und Jeff Beck, aber auch von Rockbands wie Led Zeppelin, The Rolling Stones, Queen und Aerosmith. Er begann, seine gesamte Zeit dem Gitarrenspiel zu widmen, worunter seine schulischen Leistungen litten. In der elften Klasse brach er die Schule ab und gründete die ersten Bands. Als Teil der Musikerszene von Los Angeles lernte Slash den Schlagzeuger Steven Adler kennen, mit dem er die Band „Road Crew“ gründete. Diese wurde jedoch lediglich durch ihre ständigen Besetzungswechsel bekannt, wobei Slash und Adler die einzigen Konstanten blieben.
Nachdem Slash und Adler ein Demotape des Gitarristen Izzy Stradlin erhielten, auf dem auch Axl Rose als Sänger zu hören war, vereinbarten die Musiker ein Treffen. Stradlin und Rose hatten ihrerseits Probleme, die Band Hollywood Rose zusammenzuhalten: Gitarrist Tracii Guns und Schlagzeuger Rob Gardner sahen sich außerstande, Konzerte mit Hollywood Rose zu geben, worauf Slash und Adler zunächst als Aushilfe einsprangen. Nach den ersten erfolgreichen Auftritten fusionierten beide Bands zu Guns N’ Roses; Plattenaufnahmen und Welttourneen folgten. Guns N’ Roses wurden zu einer der erfolgreichsten Rockbands der ausgehenden 1980er und beginnenden 1990er. Die Tournee zu dem Doppelalbum Use Your Illusion galt bis dato als längste Tour, die eine Band je angetreten hatte. Zwischen dem ersten Auftritt im Jahre 1991 und dem letzten im Oktober 1993 gaben Guns N’ Roses weltweit über 300 Konzerte. Nach der Welttournee nahm Slash die US-amerikanische Staatsbürgerschaft an.
Im Jahre 1996 verließ Slash Guns N’ Roses, nachdem es zu Spannungen in der Band und speziell um Axl Rose gekommen war. Bereits 1994 hatte Slash die Band Slash’s Snakepit gegründet, mit der er bis zu ihrem Ende im Jahre 2001 zwei Alben einspielte. Der Kontakt zu den übrigen Mitgliedern von Guns N’ Roses riss zu dieser Zeit nie ganz ab, weshalb auch Musiker wie Duff McKagan (Bass) und Matt Sorum (Nachfolger von Adler als Schlagzeuger bei Guns N’ Roses) auf der ersten Platte von Slash’s Snakepit – It’s Five O’Clock Somewhere – zu hören sind. Weiter gründete Slash die Band Slash’s Blues Ball, bei der er alte Bluesrockklassiker nachspielte. Die Band gab einige Konzerte, nahm aber keine Platte auf.

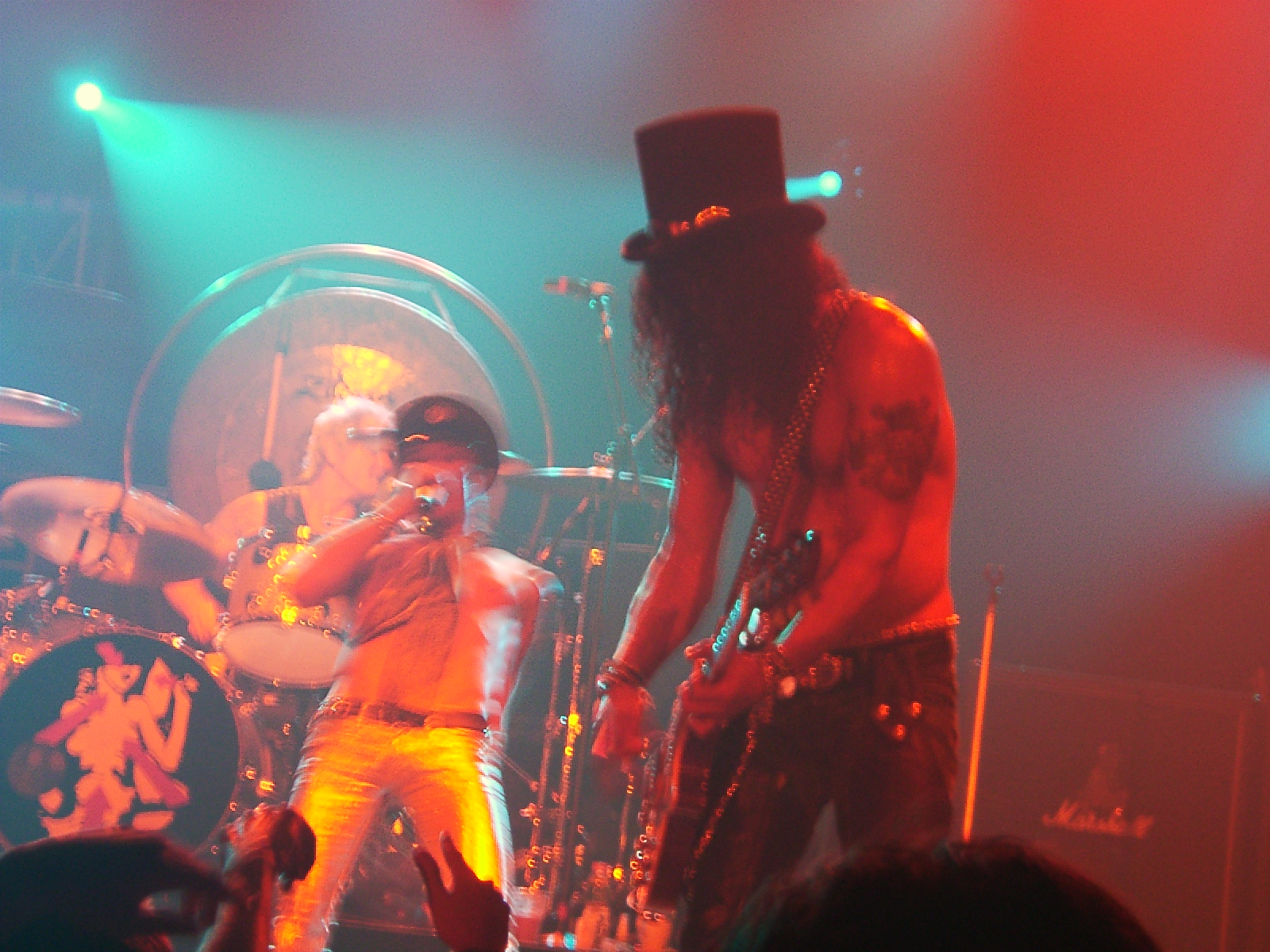
Slash bei Velvet Revolver

Nach einem gemeinsamen Benefizkonzert im Jahre 2002 gründeten die Ex-Guns-N'-Roses-Musiker Hudson, McKagan und Sorum zusammen mit dem früheren Sänger der Stone Temple Pilots, Scott Weiland, und dem Gitarristen Dave Kushner (Ex-Suicidal Tendencies) die Band Velvet Revolver, in der Slash bis heute aktiv ist.
Im September 2005 brachte der Spielwaren-Hersteller McFarlane Toys eine realitätsgetreue Miniatur-Skulptur des Musikers heraus.
Im Jahr 2010 spielte Slash zusammen mit Tom Morello bei Cypress Hills neuem Album Rise Up die Songs Rise Up und Shut 'Em Down.
Am 10. Juli 2012 erhielt Slash einen Stern der Kategorie Musik auf dem Walk of Fame in Hollywood. Die Lobesrede hielt Charlie Sheen.
Im Jahr 2016 stieg Slash mit Bassist Duff McKagan wieder bei Guns N’ Roses ein.

## Privatleben
Über Slashs Privatleben ist nur wenig bekannt. Slash war fünf Jahre lang mit Schauspielerin und Model Renee Suran verheiratet. Die beiden trennten sich 1997. Drei Jahre später heiratete er Perla Ferrar, mit der er zwei Söhne hat und bis 2014 zusammenlebte. Im November 2007 erschien seine Autobiografie Slash. Ende 2014 gaben Boulevardzeitungen Slashs Ehe-Aus bekannt. Er hielt früher Schlangen, gab sie aber bei der Geburt seines Sohns an einen Zoo ab.
2012 berichtete Slash in einem Interview mit Howard Stern von seiner Alkoholabhängigkeit. Heute lebt er mit Meegan Hodges, mit der er schon um 1990 liiert war, bei San Fernando, Los Angeles.

## Equipment
Slash spielt hauptsächlich Gitarren des Typs Les Paul der Marke Gibson; dies führte zu einem Boom des Modells und legte den Grundstein für eine enge Partnerschaft mit der Firma, die ihm bis heute mehrere Signaturmodelle widmete.
Slash ist ebenfalls für seine enge Verbindung mit dem britischen Verstärkerhersteller Marshall bekannt, der ihm 1996 als erstem Künstler überhaupt in der Firmengeschichte eine Verstärkerserie widmete. 2010 brachte Marshall mit dem AFD100 einen weiteren Slash-Signature-Verstärker heraus. Der Name AFD setzt sich aus den Initialen des ersten Guns N’ Roses Albums A(ppetite) F(or) D(estruction) zusammen, für dessen Aufnahmen Slash einen modifizierten Verstärker von Marshall benutzte. Den Klang dieses Verstärkers zu reproduzieren war der Grund für die Entwicklung des AFD100. Bei seinen Soli setzt Slash bis heute ein Wah-Wah von Dunlop ein. Es ist ein nach seinen Vorstellungen modifiziertes Pedal. Mit dem Hersteller MXR hat Slash das Pedal Octafuzz entwickelt, mit dem Tonabnehmerhersteller Seymour Duncan hat Slash Tonabnehmer nach seinen Vorstellungen entwickelt. Slash hat außerdem mit dem Softwarehersteller IK Multimedia eine digitale Version seines Equipments auf den Markt gebracht: Amplitube Slash.

## Soloalbum
Im April 2010 veröffentlichte er sein erstes Solo-Album mit dem Namen Slash, auf welchem er mit vielen Rockgrößen (u. a. Duff McKagan, Lemmy Kilmister, Andrew Stockdale, Iggy Pop, Ozzy Osbourne, Kid Rock, Fergie, Myles Kennedy und Dave Grohl) zu hören ist. Das Album erreichte Platz 4 der deutschen Charts.
2012 folgte das Album Apocalyptic Love bei dem alle Gesangparts von Myles Kennedy (Alter Bridge) eingesungen wurden. Das Album erreichte Platz 5 der deutschen Charts und Platz 4 in den USA.
2014 veröffentlichte Slash das dritte Soloalbum „World on Fire“. Der Sänger war wieder Myles Kennedy, wie auch bei dem 2018 veröffentlichten Album „Living the Dream“. Am 11. Februar 2022 erschien das Album 4.
2011 veröffentlichten Slash und Myles Kennedy das erste gemeinsame Live-Album „Made in Stoke“. Darauf waren neben Liedern seiner Soloplatte auch Songs der Snakepit-Alben, aber auch die Guns-N’-Roses-Songs Nightrain, Rocket Queen, Civil War, Patience, Sweet Child o' mine, Mr Brownstone und Paradise City enthalten. Mit Slither ist auch ein Song von Velvet Revolver dabei. Das Konzert wurde außerdem auf DVD/BluRay veröffentlicht. 2015 veröffentlichte Slash das Album „Live at the Roxy“. Dieser Live-Mitschnitt wurde als Doppel-CD und als DVD/BluRay veröffentlicht. Enthalten sind Lieder von allen drei Soloalben, aber auch Guns-N’-Roses-Songs und mit Slither wieder ein Song von Velvet Revolver.

## Diskografie

### Studioalben
| Jahr | Titel              | Höchstplatzierung, Gesamtwochen, AuszeichnungChartplatzierungen (Jahr, Titel, Platzierungen, Wochen, Auszeichnungen, Anmerkungen) | Höchstplatzierung, Gesamtwochen, AuszeichnungChartplatzierungen (Jahr, Titel, Platzierungen, Wochen, Auszeichnungen, Anmerkungen) | Höchstplatzierung, Gesamtwochen, AuszeichnungChartplatzierungen (Jahr, Titel, Platzierungen, Wochen, Auszeichnungen, Anmerkungen) | Höchstplatzierung, Gesamtwochen, AuszeichnungChartplatzierungen (Jahr, Titel, Platzierungen, Wochen, Auszeichnungen, Anmerkungen) | Höchstplatzierung, Gesamtwochen, AuszeichnungChartplatzierungen (Jahr, Titel, Platzierungen, Wochen, Auszeichnungen, Anmerkungen) | Anmerkungen                                                                                   |
| Jahr | Titel              | DE | AT | CH | UK | US | Anmerkungen                                                                                   |
| ---- | ------------------ | --- | --- | --- | --- | --- | --------------------------------------------------------------------------------------------- |
| 2010 | Slash              | DE4 (13 Wo.)DE | AT1 (19 Wo.)AT | CH3 (13 Wo.)CH | UK17 Gold · (12 Wo.)UK | US3 (14 Wo.)US | Erstveröffentlichung: 31. März 2010                                                           |
| 2012 | Apocalyptic Love   | DE5 (7 Wo.)DE | AT3 (9 Wo.)AT | CH3 (13 Wo.)CH | UK12 Silber · (10 Wo.)UK | US4 (11 Wo.)US | Erstveröffentlichung: 18. Mai 2012 feat. Myles Kennedy & the Conspirators Verkäufe: + 175.000 |
| 2014 | World on Fire      | DE2 (5 Wo.)DE | AT5 (6 Wo.)AT | CH1 (10 Wo.)CH | UK7 Silber · (11 Wo.)UK | US10 (8 Wo.)US | Erstveröffentlichung: 15. September 2014 feat. Myles Kennedy & the Conspirators               |
| 2018 | Living the Dream   | DE6 (4 Wo.)DE | AT2 (4 Wo.)AT | CH1 (7 Wo.)CH | UK4 (2 Wo.)UK | US27 (1 Wo.)US | Erstveröffentlichung: 21. September 2018 feat. Myles Kennedy & the Conspirators               |
| 2022 | 4                  | DE4 (4 Wo.)DE | AT4 (4 Wo.)AT | CH2 (5 Wo.)CH | UK5 (2 Wo.)UK | US93 (1 Wo.)US | Erstveröffentlichung: 11. Februar 2022 feat. Myles Kennedy & the Conspirators                 |
| 2024 | Orgy of the Damned | DE2 (8 Wo.)DE | AT2 (7 Wo.)AT | CH2 (6 Wo.)CH | UK8 (1 Wo.)UK | US98 (1 Wo.)US | Erstveröffentlichung: 17. Mai 2024                                                            |

### Livealben
| Jahr | Titel                        | Höchstplatzierung, Gesamtwochen, AuszeichnungChartplatzierungen (Jahr, Titel, Platzierungen, Wochen, Auszeichnungen, Anmerkungen) | Höchstplatzierung, Gesamtwochen, AuszeichnungChartplatzierungen (Jahr, Titel, Platzierungen, Wochen, Auszeichnungen, Anmerkungen) | Höchstplatzierung, Gesamtwochen, AuszeichnungChartplatzierungen (Jahr, Titel, Platzierungen, Wochen, Auszeichnungen, Anmerkungen) | Höchstplatzierung, Gesamtwochen, AuszeichnungChartplatzierungen (Jahr, Titel, Platzierungen, Wochen, Auszeichnungen, Anmerkungen) | Höchstplatzierung, Gesamtwochen, AuszeichnungChartplatzierungen (Jahr, Titel, Platzierungen, Wochen, Auszeichnungen, Anmerkungen) | Anmerkungen                                                                |
| Jahr | Titel                        | DE | AT | CH | UK | US | Anmerkungen                                                                |
| ---- | ---------------------------- | --- | --- | --- | --- | --- | -------------------------------------------------------------------------- |
| 2011 | Live – Made in Stoke 24/7/11 | DE40 (1 Wo.)DE | AT74 (1 Wo.)AT | CH80 (1 Wo.)CH | — | US194 (1 Wo.)US | Erstveröffentlichung: 14. November 2011 feat. Myles Kennedy                |
| 2015 | Live at the Roxy 25.9.14     | DE29 (3 Wo.)DE | AT69 (1 Wo.)AT | CH60 (1 Wo.)CH | UK57 (1 Wo.)UK | — | Erstveröffentlichung: 15. Juni 2015 feat. Myles Kennedy & the Conspirators |
| 2019 | Living the Dream Tour        | DE27 (1 Wo.)DE | — | CH42 (1 Wo.)CH | — | — | Erstveröffentlichung: 20. September 2019                                   |

Weitere Livealben
- 2010: Live in Manchester

### EPs
| Jahr | Titel           | Höchstplatzierung, Gesamtwochen, AuszeichnungChartsChartplatzierungen (Jahr, Titel, Platzierungen, Wochen, Auszeichnungen, Anmerkungen) | Anmerkungen                           |
| Jahr | Titel           | US | Anmerkungen                           |
| ---- | --------------- | --- | ------------------------------------- |
| 2011 | iTunes Session  | US174 (1 Wo.)US | Erstveröffentlichung: 3. Juni 2011    |
| 2014 | Spotify Session | US87 (1 Wo.)US | Erstveröffentlichung: 25. August 2014 |

### Singles
| Jahr | Titel Album               | Höchstplatzierung, Gesamtwochen, AuszeichnungChartplatzierungen (Jahr, Titel, Album, Platzierungen, Wochen, Auszeichnungen, Anmerkungen) | Höchstplatzierung, Gesamtwochen, AuszeichnungChartplatzierungen (Jahr, Titel, Album, Platzierungen, Wochen, Auszeichnungen, Anmerkungen) | Höchstplatzierung, Gesamtwochen, AuszeichnungChartplatzierungen (Jahr, Titel, Album, Platzierungen, Wochen, Auszeichnungen, Anmerkungen) | Höchstplatzierung, Gesamtwochen, AuszeichnungChartplatzierungen (Jahr, Titel, Album, Platzierungen, Wochen, Auszeichnungen, Anmerkungen) | Höchstplatzierung, Gesamtwochen, AuszeichnungChartplatzierungen (Jahr, Titel, Album, Platzierungen, Wochen, Auszeichnungen, Anmerkungen) | Anmerkungen                                                |
| Jahr | Titel Album               | DE | AT | CH | UK | US | Anmerkungen                                                |
| ---- | ------------------------- | --- | --- | --- | --- | --- | ---------------------------------------------------------- |
| 1993 | Give In to Me Dangerous   | DE10 (19 Wo.)DE | AT12 (8 Wo.)AT | CH7 (16 Wo.)CH | UK2 (10 Wo.)UK | — | Erstveröffentlichung: 15. Februar 1993 mit Michael Jackson |
| 2009 | Kashmir Escala            | — | — | — | UK78 (1 Wo.)UK | — | Erstveröffentlichung: 2009 Escala feat. Slash              |
| 2010 | Rockstar 101 Rated R      | — | — | — | — | US64 (5 Wo.)US | Erstveröffentlichung: 18. Mai 2010 Rihanna feat. Slash     |
| 2010 | Beautiful Dangerous Slash | DE90 (1 Wo.)DE | — | — | — | — | Erstveröffentlichung: 28. Oktober 2010 feat. Fergie        |

Weitere Singles
- 2009: Sahara (feat. Kōshi Inaba)
- 2010: By the Sword (feat. Andrew Stockdale)
- 2010: Back from Cali (feat. Myles Kennedy)
- 2012: You’re a Lie (feat. Myles Kennedy)
- 2012: Standing in the Sun
- 2012: Anastasia
- 2014: World on Fire
- 2014: Bent to Fly
- 2018: Driving Rain
- 2024: Killing Floor (feat. Brian Johnson)
- 2024: Oh Well (feat. Chris Stapleton)

### Videoalben
| Jahr | Titel                        | Höchstplatzierung, Gesamtwochen, AuszeichnungChartplatzierungen (Jahr, Titel, Platzierungen, Wochen, Auszeichnungen, Anmerkungen) | Höchstplatzierung, Gesamtwochen, AuszeichnungChartplatzierungen (Jahr, Titel, Platzierungen, Wochen, Auszeichnungen, Anmerkungen) | Anmerkungen                             |
| Jahr | Titel                        | CH | UK | Anmerkungen                             |
| ---- | ---------------------------- | --- | --- | --------------------------------------- |
| 2011 | Live – Made In Stoke 24/7/11 | CH9 (1 Wo.)CH | — | Erstveröffentlichung: 14. November 2011 |
| 2015 | Live at the Roxy 25.9.14     | CH2 (8 Wo.)CH | — | Erstveröffentlichung: 15. Juni 2015     |
| 2019 | Living the Dream Tour        | — | UK1 (11 Wo.)UK | Erstveröffentlichung: 2019              |

### Mit Guns N’ Roses
siehe Guns N’ Roses/Diskografie

## Als Gastmusiker
Im Videospiel Guitar Hero III: Legends of Rock hat Slash einen Gastauftritt als einer von drei Bossgegnern. Dafür wurde ein „Battle“ von Slash komponiert und eingespielt. Außerdem stand er für viele der Animationen Modell.
Am 6. Februar 2011 ist Slash zusammen mit den Black Eyed Peas und Usher in der Halftime-Show des Super Bowl XLV aufgetreten.
Neben seinen Bands und Soloprojekten ist Slash in der Vergangenheit auch häufig als Gitarrist für andere Künstler tätig geworden. Diese Gastauftritte umfassen dabei so unterschiedliche Künstler wie Lenny Kravitz, Michael Jackson oder Brian May. Dabei kam es sowohl zu Gastauftritten bei Konzerten als auch als Gastmusiker für ein Musikalbum. Ebenso leitete Slash „The Roast of Charlie Sheen“ mit einem Gitarrensolo ein.
Während der Oscarverleihung 2024 spielte Gitarrist Slash gemeinsam mit Schauspieler Ryan Gosling, dem Hauptdarsteller des Spielfilms Barbie, als Sänger den Song I'm just Ken aus dem Barbie-Film.
Folgend eine Liste seiner Gastauftritte, die für ein Album verwendet wurden:
| Künstler                     | Album                                        | Jahr | Lied                                                                                   |
| ---------------------------- | -------------------------------------------- | ---- | -------------------------------------------------------------------------------------- |
| Alice Cooper                 | (diverse Alben)                              | –    | Hey Stoopid Lost in America Only Women Bleed Elected Under My Wheels Vengeance Is Mine |
| BLACKstreet                  | Fix                                          | 1997 | Fix                                                                                    |
| Bob Dylan                    | Under the Red Sky                            | 1990 | Wiggle Wiggle                                                                          |
| Boz Scaggs                   | The Concert for the Rock Roll                | 1996 | Red House                                                                              |
| Brian May                    | Resurrection                                 | 1993 | Tie Your Mother Down (live)                                                            |
| Brian Tyler                  | The Fast and the Furious: Tokyo Drift        | 2006 | Mustang Nismo                                                                          |
| Brüno                        | Brüno                                        | 2009 | Dove of Peace                                                                          |
| Carole King                  | Carole King in Concert                       | 1994 | Locomotion                                                                             |
| Carmine Appice               | Carmine Appices Guitar Zeus                  | 1995 | Where You Belong                                                                       |
| Carole King                  | Colour of Your Dreams                        | 1993 | Hold Out for Love                                                                      |
| Cheap Trick                  | Silver                                       | 2001 | You're All Talk                                                                        |
| Chic                         | Chic Live at the Budokan                     | 1996 | Le Freak Stone Free                                                                    |
| Daughtry                     | Daughtry                                     | 2006 | What I Want                                                                            |
| Derek Sherinian              | Blood of the Snake                           | 2006 | In the Summertime                                                                      |
| Doro Pesch                   | Calling the Wild                             | 2000 | Now or Never                                                                           |
| Duff McKagan                 | Believe In Me                                | 1993 | Believe in Me Just Not There                                                           |
| Elan                         | Street Child                                 | 2003 | Street Child                                                                           |
| Ella                         | El                                           | 1998 | Bayangan                                                                               |
| Gilby Clarke                 | Pawnshop Guitars                             | 1994 | Cure Me … or Kill Me … Tijuana Jail                                                    |
| Graham Bonnet                | The Day I Went Mad                           | 1999 | Oh! Darling                                                                            |
| Iggy Pop                     | Brick by Brick                               | 1990 | Home, Butt Town, Pussy Power My Baby Wants to Rock N' Roll                             |
| Insane Clown Posse           | The Great Milenko                            | 1997 | Halls of Illusions                                                                     |
| J                            | Pyromania                                    | 1997 | But You Said I'm Useless                                                               |
| Lenny Kravitz                | Mama Said                                    | 1991 | Always on the Run Fields of Joy                                                        |
| Marta Sánchez                | Azabache                                     | 1997 | Moja mi corazon                                                                        |
| Matt Sorum                   | Hollywood Zen                                | 2003 | The Blame Game                                                                         |
| Michael Jackson              | Dangerous                                    | 1991 | Black or White Give In to Me                                                           |
|                              | HIStory                                      | 1995 | D.S. They Don't Care About Us                                                          |
|                              | Blood on the Dance Floor: HIStory in the Mix | 1997 | Morphine                                                                               |
| Michael Schenker             | My Years with UFO                            | 2024 | Mother Mary                                                                            |
| Motörhead                    | March or Die                                 | 1992 | You Better Run I Ain't No Nice Guy                                                     |
| Ozzy Osbourne                | Ordinary Man                                 | 2020 | Straight to Hell Ordinary Man                                                          |
| Paul Rodgers                 | Muddy Water Blues: A Tribute to Muddy Waters | 1993 | The Hunter                                                                             |
|                              | In Concert:Merchants of Cool (LIVE)          | 2002 | Wishing Well Crossroads                                                                |
| Puff Daddy                   | In Concert:NetAid (LIVE)                     | 1999 | It's All About the Benjamins                                                           |
| Ray Charles                  | More Music from Ray                          | 2005 | Baby Let Me Hold Your Hand                                                             |
|                              | Ray Charles Sings for America                | 2002 | God Bless America Again                                                                |
| Rihanna                      | Rated R                                      | 2009 | Rockstar 101                                                                           |
| Rod Stewart                  | Human                                        | 2001 | Human                                                                                  |
|                              | I Can’t Deny It                              | 2001 | Peach                                                                                  |
| Stone Free (Various Artists) | A Tribute to Jimi Hendrix                    | 1994 | I Dont Live Today                                                                      |
| Teddy Andreadis              | Innocent Loser                               | 1996 | Innocent Loser Shotgun Shack                                                           |
| The Outpatience              | Anxious Disease                              | 1996 | Anxious Disease                                                                        |
| (Tribute to Led Zeppelin)    | Stairway to Heaven                           | 1997 | Communication Breakdown                                                                |
| Sammy Hagar                  | Marching to Mars                             | 1997 | Little White Lie                                                                       |
| Sam Kinison                  | Have You Seen Me Lately                      | 1988 | Wild Thing                                                                             |
|                              | Leader of the Banned                         | 1990 | Highway to Hell                                                                        |
| Spinal Tap                   | Break Like the Wind                          | 1992 | Break Like the Wind                                                                    |
| Steve Lukather               | Santamental                                  | 2003 | Broken Heart for Christmas                                                             |
| Edgar Winter                 | Rebell Road                                  | 2008 | Rebell Road                                                                            |
| Yardbirds                    | Birdland                                     | 2003 | Over, Under, Sideways, Down                                                            |